# Carl Cronstedt
Carl Cronstedt (Estocolmo, 22 de mayo de 1672-Estocolmo, 13 de diciembre de 1750) fue un freiherr y general sueco y caballero de los Serafines, comandante de la Orden de la Espada y último superviviente de los generales de Carlos XII.

## Biografía
Carl Cronstedt nació el 22 de mayo de 1672 en Estocolmo. Tras finalizar sus estudios se encaminó hacia el servicio de las armas, donde progresó como oficial de artillería, participando en la batalla de Narva y en la mayor parte de la campaña de Carlos XII. Fue capturado en Poltava e intercambiado por un capitán de la artillería rusa en 1710. Más tarde participaría bajo Magnus Stenbock en la batalla de Helsinborg, contribuyendo en gran parte a la victoria gracias a la devastación causada por sus piezas. Cronstedt buscó introducir mejoras en la artillería. Sus sugerencias fueron rechazadas por su superior, el coronel Gustaf Gabriel Appelman, pero sería defendido por Stenbock, logrando convencer en último término al rey de las ventajas y de que el joven Cronstedt valía su peso en oro. Las innovaciones de Cronstedt tuvieron confirmación en Damgarten y Gadebusch, donde Cronstedt, con su artillería móvil destruyó las columnas enemigas ganando la victoria para los suecos.
Sería capturado en Tönning junto con el resto del ejército sueco. Sin embargo, Stenbock consiguió incluirlo en un intercambio de prisioneros. En 1713 fue ascendido a coronel. En 1714 sería enviado de nuevo a Alemania como comandante de artillería, donde combatió en el asedio de Stralsund y en la batalla de Rügen, en la que sería herido, obligándole a permanecer en Stralsund y finalmente regresar a Suecia. En 1716 fue nombrado general mayor, estando al cargo de una artillería profundamente transformada por él, tanto en la movilidad de las piezas como en su cadencia y precisión
Le fue concedido el título de freiherr en 1718 y en 1720 fue promovido a teniente general. Fue propuesto por el Riksdag de los Estados al Consejo Nacional, pero renunció a esta dignidad. Durante la tregua entre Suecia y Rusia fue nombrado general en jefe de Finlandia, pero fue tan crítico con la falta de equipo de las tropas que fue remplazado por Charles Emil Lewenhaupt y sustituido en 1740 al frente de la Academia de Guerra. Ese mismo año sería elegido para la Real Academia de las Ciencias de Suecia, como miembro número 48. En 1748 sería condecorado, junto a su hermano Jakob, con la Orden de los Serafines.